# 王港 (上海)
王港又稱王家港，是現今中華人民共和國上海市浦東新區唐鎮華東路龍東大道附近的一個地名。當地有條馬路叫王港老街，還有一條河流也叫王家港。

## 歷史
中華民国18年（1929年）時當時的小湾乡、王家港乡以及虹桥乡地域為現今的王港地塊。1949年中華人民共和國建立時王港地塊隸屬於川沙县第三乡镇联合办事处。12月，川沙县第三乡镇联合办事处改为合庆区人民政府，當時王港地区的小湾乡、虹桥乡和暮紫桥乡29个行政村受其管辖。1957年9月，虹桥乡人民委员会成立。1958年虹桥乡更名為红旗人民公社，1959年1月，红旗人民公社和曙光人民公社合并成立小湾人民公社，同年7月又成立虹桥人民公社。1980年改名王港人民公社。1984年改名王港乡。1993年1月1日，川沙县撤销後王港乡改属浦东新区。1995年11月改成王港镇。1995年末王港鎮有人口18415人。
2000年，王港鎮併入唐鎮。